# Roggentin (bei Neustrelitz)
Roggentin (bei Neustrelitz) este o comună din landul Mecklenburg-Pomerania Inferioară, Germania.